# 紅螞蟻合唱團
紅螞蟻樂團是1980年代台灣學生搖滾樂團，1983年5月在高雄市組成，團員包括鼓手沈光遠（團長）、主唱羅紘武（小孩）、鍵盤手鍾興民（Baby）、吉他手黎旭瀛（Ray）和貝斯手魏茂煌（恐龍）。崛起於南台灣，最著名代表作為《愛情釀的酒》。後來隨主唱羅紘武（小孩）入伍，於1986年青年節在高雄市舉辦「最後的約定」演唱會後解散。

## 專輯
- 《從現在開始》（喜瑪拉雅音樂，1985年2月）
- 《懶惰貓》（喜瑪拉雅音樂，1985年10月）
- 《紅螞蟻樂團I》（滾石唱片，《從現在開始》重製版，1989年6月）[3]
- 《紅螞蟻2》（友善的狗，《懶惰貓》重製版，1992年1月）[4]

## 外部連結
- 李錫安，紅螞蟻樂團 （页面存档备份，存于），台灣大百科全書